# Marcelová
Marcelová este o comună slovacă, aflată în districtul Komárno din regiunea Nitra. Localitatea se află la altitudinea de 112 m deasupra n.m., se întinde pe o suprafață de 35,75 km2 și în 2017 număra 3.731 de locuitori.

## Istoric
Localitatea Marcelová este atestată documentar din 1353.

## Demografie
| An:                | 1994 | 2004   | 2014   | 2024   |
| ------------------ | ---- | ------ | ------ | ------ |
| Număr de persoane: | 3773 | 3836   | 3764   | 3794   |
| Diferență:         |      | +1,66% | −1,87% | +0,79% |

| An:                | 2023 | 2024   |
| ------------------ | ---- | ------ |
| Număr de persoane: | 3802 | 3794   |
| Diferență:         |      | −0,21% |